# Emily Warren
Emily Warren Schwartz, semplicemente conosciuta come Emily Warren (New York, 25 agosto 1992), è una cantautrice statunitense.
È divenuta nota per aver scritto le canzoni per diversi artisti pop di alto profilo, tra cui The Chainsmokers, Jessie J, Shawn Mendes, Melanie Martinez, Frenship, Dua Lipa, le Little Mix, David Guetta, Sean Paul e molti altri. Ha anche vinto il Grammy Award per il miglior disco dance nel 2017 per il singolo Don't Let Me Down, degli The Chainsmokers, con Daya.

## Biografia
Warren è nata nel quartiere Upper West Side di Manhattan, dove ha frequentato il Trinity, una prestigiosa scuola di preparazione, che va dalla scuola materna fino al liceo. Warren aveva un debole per la musica, che la porta così a una formazione di un gruppo chiamato, Emily Warren & the Betters (i membri erano Etienne Bowler e Marc Campbell; attualmente membro dei MisterWives pop band). Il singolo The Betters EP, Not at All, è stato descritto dalla serie di MTV Skins. È stata accettata nel NYU Tisch School / Clive Davis Institute nel 2011. Nel 2015 Warren si è laureata all'università e comincia a dividere il suo tempo tra Los Angeles e Londra.

## Carriera musicale
Dopo aver firmato con il musicista Dr. Luke, Warren lascia i The Betters e trascorse un anno a Los Angeles. Poco dopo il suo arrivo, ha co-scritto Masterpiece, il terzo singolo dell'album Sweet Talker, dell'artista pop Jessie J. Masterpiece ha debuttato al 30º posto sulla US Mainstream Top 40 e al 65º posto della Billboard Hot 100 certificandosi disco d'oro in Australia e in Nuova Zelanda. Dopo il successo di Masterpiece, Warren, finalmente, è riuscita a collaborare con il produttore Scott Harris col quale co-scrive quattro canzoni per Shawn Mendes, estratte dall'album Handwritten: Strings, Aftertaste, Air e Lost. Il 18 settembre 2015 ha scritto il singolo intitolato Until You Were Gone, per i The Chainsmokers, dove ha anche collaborato come voce solista. Poco dopo, Warren ha collaborato di nuovo con Scott Harris e insieme hanno scritto Don't Let Me Down, singolo dei The Chainsmokers, che ha raggiunto il primo posto negli Stati Uniti e ha conquistato il disco di platino. Nello stesso periodo, Warren ha co-scritto e cantato nel singolo Capsize, del duo Frenship, che viene certificato platino e oltre 400 milioni di stream su Spotify (115 milioni dei quali sono stati acquisiti prima della sua data in radio).
Il 5 maggio 2017, Warren ha pubblicato il suo singolo di debutto, Hurt By You, che è apparso nei grafici Viral e Global Viral statunitensi su Spotify. Il 21 luglio 2017, Warren ha pubblicato il suo secondo singolo, Something To Hold On To, che è stato presentato nella playlist di Newify Friday di Spotify.

## Discografia

### Come artista
- 2016 – Capsize (con Frenship)
- 2017 – Hurt By You
- 2017 – Something to Hold on To
- 2017 – Poking Holes
- 2018 – Paranoid

### Collaborazioni
- 2015 – Until You Were Gone (con The Chainsmokers e Tritonal)
- 2016 – Phone Down (con Lost Kings)
- 2017 – Paris (con The Chainsmokers)
- 2018 – Side Effects (con The Chainsmokers)

### Le canzoni scritte da Emily Warren
| Anno | Interpreti                 | Album                              | Titolo                                      | Autori della musica |
| 2013 | Krewella                   | Get Wet                            | Pass the Love Around                        | Scott Harris, SmarterChild |
| 2014 | Karmin                     | Pulses                             | Gasoline                                    | Amy Heidemann, Nick Noonan, Kyle Shearer |
| 2014 | Jessie J                   | Sweet Talker                       | Masterpiece                                 | Britt Burton, Josh Alexander |
| 2014 | Jessie J                   | Sweet Talker                       | Ain't Been Done                             | Scott Harris, David Gamson |
| 2014 | Nick & Knight              | Nick & Knight                      | If You Want It                              | Nick Carter, Jordan Knight, Who is Fancy, Jeff Halatrax |
| 2014 | Niykee Heaton              | Bad Intentions                     | Sober                                       | Niykee Heaton, Michael Keenan |
| 2014 | Niykee Heaton              | Bad Intentions                     | Champagne                                   | Niykee Heaton, Nick Bailey, Ryan Ogren |
| 2014 | Niykee Heaton              | Bad Intentions                     | Skin Tight                                  | Niykee Heaton, Tommy Tysper |
| 2014 | Niykee Heaton              | Bad Intentions                     | Villa                                       | Niykee Heaton, Scott Harris, Keenan, SmarterChild |
| 2015 | Fifth Harmony              | Reflection                         | Them Girls Be Like                          | Britt Burton, James Abrahart, Victoria Monet, T-Collar |
| 2015 | Sleeping with Sirens       | Madness                            | Gold                                        | John Feldmann, Kellin Quinn |
| 2015 | Sleeping with Sirens       | Madness                            | Heroine                                     | John Feldmann, Kellin Quinn |
| 2015 | Katy Tiz                   | Non-Album                          | Whistle (While You Work It)                 | Katy Tiz, Kinetics & One Love, J.R. Rotem |
| 2015 | Shawn Mendes               | Handwritten                        | Strings                                     | Shawn Mendes, Scott Harris, Louis Biancaniello, Sam Watters |
| 2015 | Shawn Mendes               | Handwritten                        | Aftertaste                                  | Scott Harris, Louis Biancaniello, Sam Watters |
| 2015 | Shawn Mendes               | Handwritten                        | Air (feat. Astrid S)                        | Scott Harris, Craven J |
| 2015 | Shawn Mendes               | Handwritten                        | Lost                                        | Shawn Mendes, Scott Harris, Craven J |
| 2015 | Melanie Martinez           | Cry Baby                           | Soap                                        | Melanie Martinez, Kyle Shearer |
| 2015 | Sophia Black               | Sophia Black                       | mizu                                        | Sophia Black, Aaron Joseph, Jon Castelli |
| 2015 | Becky G                    | Non-Album                          | Break a Sweat                               | Dr. Luke, Cirkut, J Kash, LunchMoney Lewis, Chloe Angelides |
| 2015 | The Chainsmokers, Tritonal | Bouquet                            | Until You Were Gone                         | The YoungBoyz, The Chainsmokers, Tritonal, Jared Scharff |
| 2015 | Omi                        | Me 4 U                             | Drop in the Ocean (feat. AronChupa)         | Scott Harris, Oscar Scivier, AronChupa |
| 2015 | 5 Seconds of Summer        | Sounds Good Feels Good             | Safety Pin                                  | John Feldmann, Luke Hemmings, Michael Clifford, Calum Hood, Ashton Irwin |
| 2016 | Tiësto, Oliver Heldens     | Non-Album                          | The Right Song (feat. Natalie La Rose)      | Scott Harris, Tiësto, Oliver Heldens |
| 2016 | The Chainsmokers           | Don't Let Me Down                  | Don't Let Me Down (feat. Daya)              | Drew Taggart, Scott Harris |
| 2016 | Skizzy Mars                | Alone Together                     | Girl on a Train                             | Skizzy Mars, Scott Harris, Michael Keenan |
| 2016 | Frenship                   | Truce                              | Capsize                                     | James Sunderland, Brett Hite, Babydaddy |
| 2016 | Becky Hill                 | Non-Album                          | Back To My Love (feat. Little Simz)"        | Becky Hill, Little Simz, Noah Breakfast |
| 2016 | Andy Black                 | The Shadow Side                    | Put The Gun Down                            | Andy Biersack, John Feldmann |
| 2016 | Astrid S                   | Astrid S                           | Jump                                        | Astrid S, Nick Ruth |
| 2016 | Astrid S                   | Astrid S                           | I Don't Wanna Know                          | Astrid S, Nick Ruth |
| 2016 | Chris Lake                 | Girl Problems                      | Circles (feat. Mackenzie Porter)            | Danny Parker, Steph Jones, Joey Moi, Sno |
| 2016 | Vari artisti               | The Get Down Soundtrack            | Just You, Not Now (Love Theme) di Grace     | Grace, Emile Haynie, Baz Luhrmann |
| 2016 | Ava Lily                   | Painkiller                         | Painkiller                                  | Lily Stokes, Shama Joseph |
| 2016 | Britt Nicole               | Britt Nicole                       | No Filter                                   | Britt Burton, Josh Alexander |
| 2016 | Lost Kings                 | Non-Album                          | Phone Down (feat. Emily Warren)             | Scott Harris, Phil Leigh, Matt Holmes, Norris Shanholtz, Robert Gainley |
| 2016 | Little Mix                 | Glory Days                         | Nobody Like You                             | Steve Robson |
| 2016 | Little Mix                 | Glory Days                         | No More Sad Songs                           | The Electric, Tash Phillips |
| 2016 | Sean Paul                  | Non-Album                          | No Lie (feat. Dua Lipa)                     | Sean Paul, Andrew Jackson, Sermstyle |
| 2016 | Naughty Boy                | Non-Album                          | Should've Been Me (feat. Kyla & Popcaan)    | Scott Harris, MOJAM |
| 2016 | Molly Kate Kestner         | Non-Album                          | Good Die Young                              | Molly Kate Kestner, Nick Ruth |
| 2017 | COIN                       | How Will You Know If You Never Try | I Don't Wanna Dance                         | Chase Lawrence, Joe Memmel, Teddy Geiger |
| 2017 | COIN                       | How Will You Know If You Never Try | Are We Alone                                | Chase Lawrence, Joe Memmel, Ryan, Zach |
| 2017 | Little Mix                 | Non-Album                          | No More Sad Songs (feat. Machine Gun Kelly) | The Electric, Tash Phillips |
| 2017 | James Blunt                | The Afterlove                      | Someone Singing Along                       | James Blunt, Steve Robson |
| 2017 | The Chainsmokers           | Memories...Do Not Open             | The One                                     | Scott Harris, Drew Taggart |
| 2017 | The Chainsmokers           | Memories...Do Not Open             | Don't Say (feat. Emily Warren)              | Drew Taggart, Imad Royal, Joni Fatora, Brenton Duvall |
| 2017 | The Chainsmokers           | Memories...Do Not Open             | My Type (feat. Emily Warren)                | Britt Burton, Drew Taggart |
| 2017 | The Chainsmokers           | Memories...Do Not Open             | Wake Up Alone (feat. Jhené Aiko)            | Scott Harris, Drew Taggart |
| 2017 | Noah Cyrus                 | Non-Album                          | Stay Together                               | Britt Burton, Digital Farm Animals |
| 2017 | Alessia Cara               | The Get Down Part II Soundtrack    | The Other Side                              | Scott Harris |
| 2017 | Dua Lipa                   | Dua Lipa                           | New Rules                                   | Ian Kirkpatrick, Caroline Ailin |
| 2017 | Audien, 3LAU               | Non-Album                          | Hot Water (feat. Victoria Zaro)             | Scott Harris, Jasmine Thompson, Ido Zmishlany |
| 2017 | Mitch James                | Non-Album                          | All the Ways to Say Goodbye                 | Mitch James, Nik Brinkman, Sam de Jong |
| 2017 | Charli XCX                 | Non-Album                          | Boys                                        | Ingrid Andress, Cass Lowe, Michael Pollack, Ari Leff, Jerker Hansson |
| 2017 | Rationale                  | Rationale                          | Into the Blue                               | Tinashe Fazakerley, Mark Crew |
| 2017 | Filous                     | For Love EP                        | Already Gone (feat. Emily Warren)           | Scott Harris, Matthias Oldofredi |
| 2017 | Frank Walker               | Non-Album                          | Piano (feat. Emily Warren)                  | Andrew Jackson, Fred Ball |
| 2017 | Jacob Sartorius            | Non-Album                          | Cozy                                        | The Futuristics, Steph Jones |
| 2018 | The Chainsmokers           | Sick Boy EP                        | Sick Boy                                    | Drew Taggart, Alex Pall, Tony Ann |
| 2018 | Josie Dunne                | Non-Album                          | Old School                                  | Josie Dunne, Ryan Ogren, Nick Bailey |
| 2018 | Sean Paul & David Guetta   | Mad Love the Prequel               | Mad Love (feat. Becky G)                    | Sean Paul, David Guetta, Shakira, Raoul Chen, Ina Wroldsen, Giorgio Tuinfort, Rosina Russell, Jack Patterson, 1st Klase, Banx & Ranx, Jason Henriques                                                                     |
| 2018 | The Chainsmokers           | Sick Boy EP                        | You Owe Me                                  | Drew Taggart, Alex Pall, Chelsea Jade |
| 2018 | The Chainsmokers           | Sick Boy EP                        | Everybody Hates Me                          | Drew Taggart |
| 2018 | Matt Simons                | Non-Album                          | We Can Do Better                            | Matt Simons, Scott Harris, Dan Romer, Mike Tuccillo |
| 2018 | Sigrid                     | Raw EP                             | High Five                                   | Sigrid Solbakk Raabe, Martin Sjølie |
| 2018 | The Chainsmokers           | Sick Boy EP                        | Somebody (feat. Drew Love)                  | Drew Taggart, Drew Love |
| 2018 | JT Roach                   | Non-Album                          | Symmetry (feat. Emily Warren)               | JT Roach |
| 2018 | Anne-Marie                 | Speak Your Mind                    | Trigger                                     | Scott Harris, Chris Loco |
| 2018 | Era Istrefi                | Non-Album                          | Prisoner                                    | Scott Harris, Maor Levi |
| 2018 | Jason Mraz                 | Know.                              | Unlonely                                    | Jason Mraz, Scott Harris, Andrew Wells |
| 2018 | Taeyeon                    | Something New                      | Baram X3                                    | Karen Poole, Sonny J Mason |
| 2018 | Bebe Rexha                 | Expectations                       | Don't Get Any Closer                        | Bleta Rexha, Jussi Karvinen, Scott Harris |
| 2018 | Theia                      | Non-Album                          | Bad Idea                                    | Emma Haley Walker, Jacob Zachary Grant, Sukhdeep Singh Bhogal |
| 2018 | Galantis                   | Non-Album                          | Satisfied (feat. MAX)                       | Christian Karlsson, Linus Eklow, Jimmy "Svidden" Koitzsch, Henrik Jonback, Joshua Coleman, Joseph Spargur, Scott Harris, Maxwell Schneider                                                                                |
| 2018 | Chelsea Jade               | Personal Best                      | Pitch Dark                                  | Sam de Jong, Ecca Vandal |
| 2018 | The Chainsmokers           | Sick Boy EP                        | Side Effects (feat. Emily Warren)           | Emily Warren, Sly, Corey Sanders, Drew Taggart, Tony Ann |
| 2018 | David Guetta               | 7                                  | Say My Name (con Bebe Rexha e J Balvin)     | Pierre Guetta, Giorgio Tuinfort, Sia Furler, Marco Masis, Alejandro Rodriguez, Alejandro Ramierz, Bleta Rexha, Nicholas Seeley, Brittany Burton, Matthew Holmes, Philip Leigh, Thomas Troelsen, Jose Balvin, Jesus Cortes |
| 2018 | The Chainsmokers           | Non-Album                          | This Feeling (feat. Kelsea Ballerini)       | Drew Taggart, Alex Pall |
| 2018 | LANY                       | Malibu Nights                      | If You See Her                              | Paul Klein, David Pramik |
| 2018 | Sigrid                     | Non-Album                          | Sucker Punch                                | Sigrid Raabe, Martin Sjølie |
| 2018 | Brett Young                | Ticket to L.A.                     | Reason to Stay                              | Brett Young, Jonathan Nite, Jimmy Robbins |